# Saperda similis
Saperda similis là một loài bọ cánh cứng trong họ Cerambycidae.

## Hình ảnh

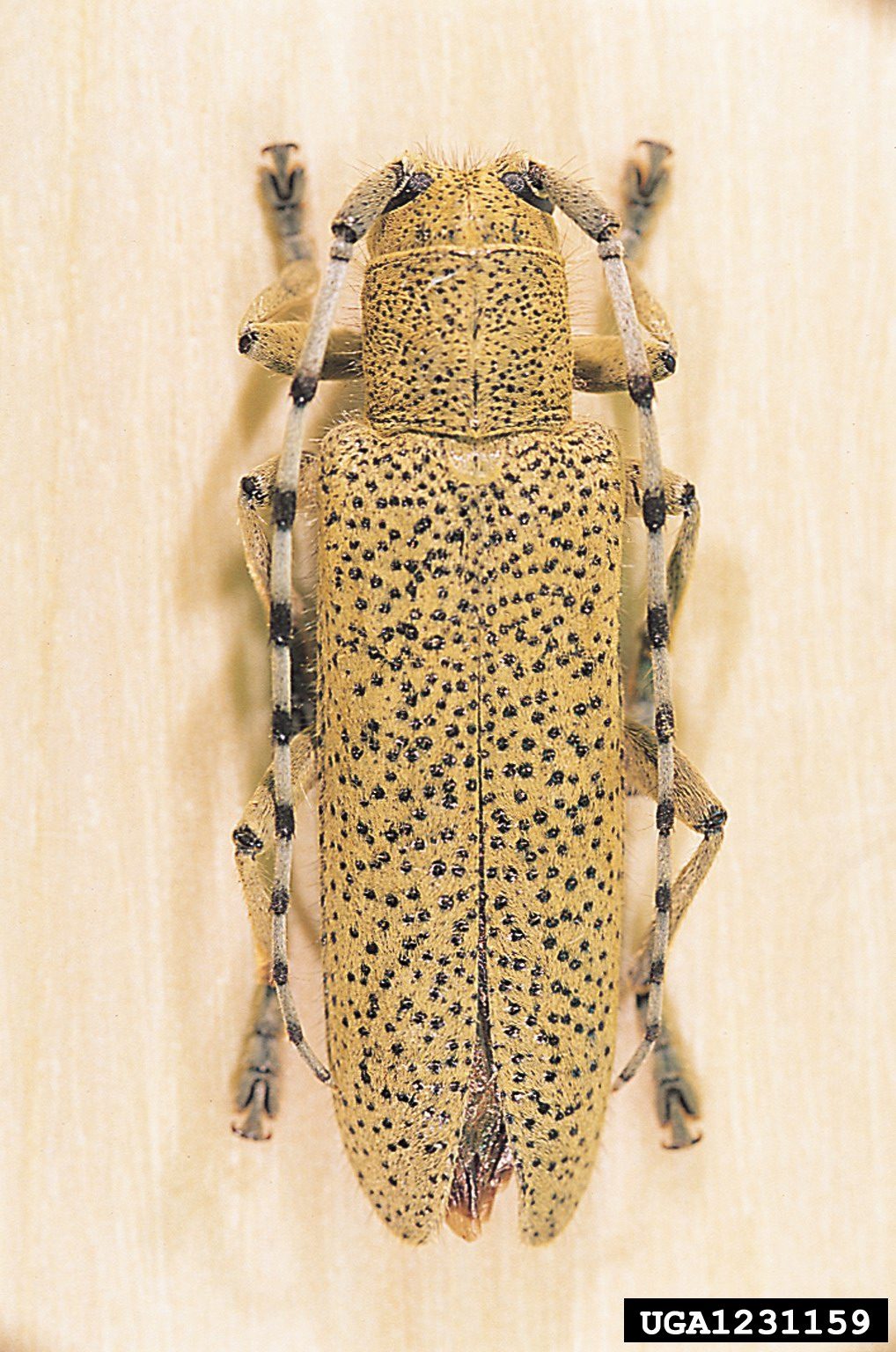